# Veckholms skjutfält
Veckholms skjutfält är ett militärt skjutfält beläget cirka 30 km sydost om Enköping invid Mälaren och ligger i sin helhet inom Enköpings kommun.

## Historik
Skjutfältet tillhörde ursprungligen Göta livgarde (P 1) men övergick vid dess nedläggning 1980 till Upplands regemente (S 1). Från 2007 förvaltas skjutfältet Ledningsregementet (LedR) i Enköping. Skjutfältets riskområde sträcker sig ut i Mälaren.

## Geografi
Skjutfält omfattar drygt 1.547 hektar, varav 1.256 hektar vatten ut över Norra Björkfjärden.

## Verksamhet
Skjutfältet har genom åren använts som grupperingsterräng för delar av förband ingående i större övningar samt för mindre och enklare skjututbildningar. Skjutfältet har använts av förband ur Göta livgarde (P 1), Svea livgarde (I 1), Upplands regemente (S 1), Pansartruppernas kadett- och aspirantskola (PKAS), Livgardets dragoner, Livgardet och Ledningsregementet men även av hemvärnet och övriga frivilligorganisationer.